# Phim truyện truyền hình Hồng Kông
Phim truyền hình Hồng Kông hay phim bộ Hồng Kông (tiếng Trung: 香港電視劇) ý chỉ phim truyền hình được sản xuất chủ yếu bởi hai đài truyền hình quảng bá (truyền hình phát miễn phí) của vùng lãnh thổ Hồng Kông là TVB và ATV cho đến khi giấy phép của nó hết hạn. Những bộ phim truyện được sản xuất ở nơi này đã và đang giúp đóng góp vào một bản sắc văn hóa độc đáo của người dân Hồng Kông và phục vụ như một nguồn tài nguyên văn hóa cho cộng đồng nói tiếng Quảng Đông trên toàn thế giới.

## Lịch sử
Vào những năm 1980 - 1990, phim truyền hình đã trở thành một biểu tượng văn hóa của Hồng Kông trên khắp Đông và Đông Nam Á, với việc vùng lãnh thổ này trở thành một trung tâm sản xuất điện ảnh và truyền hình. Ngoài ra, sự thành công của ngành công nghiệp truyền hình Hồng Kông sau đó đã ảnh hưởng lớn đến ngành truyền hình ở Trung Quốc đại lục và các quốc gia châu Á đang công nghiệp hóa khác, tiêu biểu nhất là Đài Loan và Hàn Quốc.

## Tại Việt Nam
Phim truyền hình Hồng Kông nói chung và phim bộ TVB nói riêng vẫn là hồi ức khó quên của nhiều thế hệ gia đình Việt Nam, từ các bà các mẹ cho đến thanh niên thế hệ 7X, 8X, gắn liền với những hoạt động thuê băng đĩa ngoài tiệm hoặc theo dõi trực tiếp trên màn ảnh nhỏ. Các bộ phim được theo dõi nhiều nhất chủ yếu thuộc thể loại hiện đại và cổ trang, được lồng tiếng bởi đội ngũ Sài Gòn film và do Fafilm Việt Nam (FFVN) phát hành.